# Jean-Antoine Chaptal
Jean-Antoine Claude, comte Chaptal de Chanteloup, nascut el 4 de juny de 1756 a Nojaret, Lozère i traspassat el 30 de juliol de 1832 a París, va ésser un home d'estat i químic francès.

## Biografia
Chaptal va realitzar els seus primers estudis de química a Montpeller fins al 1777 i va obtenir el seu doctorat en medicina a la prestigiosa Universitat de la mateixa ciutat. Posteriorment, va estar-se tres anys i mig a París, on va poder conèixer de primera mà el desenvolupament de la química pneumàtica. Com Fourcroy i Berthollet, Chaptal va seguir els cursos del que llavors era un íntim col·laborador de Lavoisier, Jean Baptiste M. Bucquet.
El 1780 tornà a Montpeller per ocupar la càtedra de química i invertí part de la seva fortuna per fundar una fàbrica de productes químics. El 1793 tornà a París per dirigir una fàbrica de pólvora a Grenelle i després d'ensenyar química vegetal a la prestigiosa École Polytechnique fou elegit membre de l'Académie des Sciences el 1796.
El 21 de gener de 1801 fou designat ministre de l'Interior pel cònsol Napoleó Bonaparte, càrrec des del qual impulsà la renovació de la instrucció pública, fundant l'Escola de llevadores de París el 1802 i promulgant el "Decret Chaptal", embrió de la fundació dels nombrosos museus provincials de França. Chaptal dimiteix el 1804 quan Napoleó es corona emperador per retirar-se a la vida acadèmica. Fou nomenat, no obstant, senador imperial el 1805, i després de la Restauració és distingit amb el títol de "Pair de France" el 1819. No obstant això, els seus últims anys els va passar sumit en els deutes i la fallida final dels seus negocis per culpa de diversos assumptes relacionats amb els seus fills.

## Obra
Gràcies al desenvolupament d'un procés millorat de producció d'àcid i, en especial, d'un mètode de vinificació per elevar el grau alcohòlic, més tard conegut en el seu honor com chaptalització, Chaptal aconseguí gran prestigi i renom.
Chaptal va adoptar els canvis introduïts en la teoria del flogist i probablement va ensenyar en les seves primeres classes la identificació del flogist amb l'aire inflamable (nom que es donava a l'hidrogen abans que Lavoisier el reconegués com un element químic), que fou defensada en aquells anys per Richard Kirwan. Llavors, en els anys següents, va anar assumint particularment alguns aspectes de les interpretacions de Lavoisier, amb qui va mantenir correspondència a partir de 1784. En una d'aquelles cartes, escrita al juny d'aquell any, Chaptal afirmava que els resultats de les seves pròpies experiències oferien una "confirmació directa" de les idees de Lavoisier sobre la composició dels àcids, la qual considerava que estava "en tal acord amb els fets coneguts" que "no dubtava en absolut" d'ella. També assenyalava que les anàlisis i la síntesi de l'aigua podia ser considerat com un "experiment crucial" i es proposava repetir-lo en les seves lliçons públiques a Montpeller. En els anys següents, Chaptal adoptà plenament les idees de Lavoisier i les va aplicar tant en la preparació de les seves classes, a les quals assistien entre quatre-cents i cinc-cents estudiants cada any, com en el disseny de processos industrials de gran escala.
Després de diversos anys de preparació, el seu llibre de text Élémens de Chymie es publicà el 1790 i, igual que les obres de Fourcroy, es transformà en el vehicle de la nova química a través de nombroses edicions i traduccions a diverses llengües.
Chaptal, si bé no destacà com a descobridor o teòric de primer ordre, és una de les personalitats que ha contribuït a la difusió de les ciències en general i les químiques en particular, amb nombrosos treballs de directa aplicació a la vida industrial.

### Obres
A més d'alguns articles, va escriure especialment als Annales de chimie:
- Élémens de Chymie (3 vols., 1790; nova ed., 1796-1803)
- Traité du salpétre et des goudrons (1796)
- Tableau des principaux sels terreux (1798)
- Essai sur le perfectionnement des arts chimiques en France (1800)
- Art de faire, de gouverner, et de perfectionner les vins (1 vol., 1801; nova ed., 1819)
- Traité théorsque et pratique sur Ia culture de Ia vigne, &c. (2 vols., 1801; nova ed., 1811)
- Essai sur le blanchiment (1801)
- La Chimie appliquée aux arts (4 vols., 1806)
- Art de la peinture du coton en rouge (1807)
- Art du peinturier et du digraisseur (1800)
- De l'industrie française (2 vols., 1819)
- Chimie appliquée à l'Agriculture (2 vols., 1823; nova ed., 1829).